# Sistersville
Sistersville és una població dels Estats Units a l'estat de Virgínia de l'Oest. Segons el cens del 2000 tenia 1.588 habitants.

## Demografia
Segons el cens del 2000, Sistersville tenia 1.588 habitants, 694 habitatges, i 460 famílies. La densitat de població era de 1.179,1 habitants per km².
Dels 694 habitatges en un 29,8% hi vivien nens de menys de 18 anys, en un 51% hi vivien parelles casades, en un 11,8% dones solteres, i en un 33,6% no eren unitats familiars. En el 31,6% dels habitatges hi vivien persones soles el 18,3% de les quals corresponia a persones de 65 anys o més que vivien soles. El nombre mitjà de persones vivint en cada habitatge era de 2,29 i el nombre mitjà de persones que vivien en cada família era de 2,85.
Per edats la població es repartia de la següent manera: un 24,2% tenia menys de 18 anys, un 7,3% entre 18 i 24, un 25,6% entre 25 i 44, un 23,6% de 45 a 60 i un 19,3% 65 anys o més.
L'edat mediana era de 41 anys. Per cada 100 dones de 18 o més anys hi havia 81,9 homes.
La renda mediana per habitatge era de 26.799 $ i la renda mediana per família de 33.750 $. Els homes tenien una renda mediana de 34.250 $ mentre que les dones 23.875 $. La renda per capita de la població era de 15.267 $. Entorn del 16,2% de les famílies i el 22,4% de la població estaven per davall del llindar de pobresa.

## Poblacions més properes
El següent diagrama mostra les poblacions més properes.